# Petilla de Aragón
Petilla de Aragón ist eine kleine Stadt und Gemeinde im Norden Spaniens im Tal des Río Onsella. Sie gehört zur Region Navarra, obwohl das Gebiet der aus zwei Enklaven bestehenden Gemeinde völlig von der Region Aragonien umschlossen ist.

## Sehenswürdigkeiten
- Kirche San Millán aus dem 13. Jahrhundert, gotisch
- Wallfahrtskapelle San Antonio
- Schloss

## Söhne und Töchter der Stadt
- Santiago Ramón y Cajal (1852–1934), Histologe